# 퍼플 하트 (영화)
《퍼플 하트》(영어: Purple Hearts)는 2022년 넷플릭스에서 공개한 로맨스 영화이다.

## 출연

### 주연
- 소피아 카슨 - 캐시 역
- 니콜라스 갈리친 - 루크 역
- 초슨 제이콥스 - 프랭키 역
- 린든 애쉬비 - 제이콥 모로우 시니어 역

### 조연
- 앤서니 이폴리토 - 조노 역
- 스콧 데커트 - 제이콥 모로우 주니어 역